# 9j-Symbol
9j-Symbole nach Eugene Wigner dienen dazu, vier Drehimpulse in der Quantenmechanik zu koppeln.
Entsprechend ist das 9j-Symbol folgendermaßen über den Umkopplungskoeffizienten definiert:
{\displaystyle {\sqrt {(2j_{3}+1)(2j_{6}+1)(2j_{7}+1)(2j_{8}+1)}}{\begin{Bmatrix}j_{1}&j_{2}&j_{3}\\j_{4}&j_{5}&j_{6}\\j_{7}&j_{8}&j_{9}\end{Bmatrix}}=\langle ((j_{1}j_{2})j_{3},(j_{4}j_{5})j_{6})j_{9}|((j_{1}j_{4})j_{7},(j_{2}j_{5})j_{8})j_{9}\rangle .}
Der Umkopplungskoeffizient auf der rechten Seite transformiert zwischen zwei Basensätze: im Einen wird {\displaystyle j_{1}} mit {\displaystyle j_{2}} zu {\displaystyle j_{3}} gekoppelt und {\displaystyle j_{4}} mit {\displaystyle j_{5}} zu {\displaystyle j_{6}} und danach {\displaystyle j_{3}} und {\displaystyle j_{6}} zu {\displaystyle j_{9}}. Im Anderen wird {\displaystyle j_{1}} mit {\displaystyle j_{4}} zu {\displaystyle j_{7}} gekoppelt und {\displaystyle j_{2}} mit {\displaystyle j_{5}} zu {\displaystyle j_{8}} und danach {\displaystyle j_{7}} und {\displaystyle j_{8}} zu {\displaystyle j_{9}}.
{\displaystyle |((j_{1}j_{4})j_{7},(j_{2}j_{5})j_{8})j_{9}\rangle =\sum _{j_{3}}\sum _{j_{6}}\langle ((j_{1}j_{2})j_{3},(j_{4}j_{5})j_{6})j_{9}|((j_{1}j_{4})j_{7},(j_{2}j_{5})j_{8})j_{9}\rangle \,|((j_{1}j_{2})j_{3},(j_{4}j_{5})j_{6})j_{9}\rangle }
{\displaystyle ={\sqrt {(2j_{7}+1)(2j_{8}+1)}}\,\sum _{j_{3}}\sum _{j_{6}}\,{\sqrt {(2j_{3}+1)(2j_{6}+1)}}{\begin{Bmatrix}j_{1}&j_{2}&j_{3}\\j_{4}&j_{5}&j_{6}\\j_{7}&j_{8}&j_{9}\end{Bmatrix}}|((j_{1}j_{2})j_{3},(j_{4}j_{5})j_{6})j_{9}\rangle }

## Symmetrien
Das 9j-Symbol ist invariant unter Reflexion an seinen Diagonalen und bei gerader Permutation der Reihen oder Spalten:
{\displaystyle {\begin{Bmatrix}j_{1}&j_{2}&j_{3}\\j_{4}&j_{5}&j_{6}\\j_{7}&j_{8}&j_{9}\end{Bmatrix}}={\begin{Bmatrix}j_{1}&j_{4}&j_{7}\\j_{2}&j_{5}&j_{8}\\j_{3}&j_{6}&j_{9}\end{Bmatrix}}={\begin{Bmatrix}j_{9}&j_{6}&j_{3}\\j_{8}&j_{5}&j_{2}\\j_{7}&j_{4}&j_{1}\end{Bmatrix}}={\begin{Bmatrix}j_{7}&j_{4}&j_{1}\\j_{9}&j_{6}&j_{3}\\j_{8}&j_{5}&j_{2}\end{Bmatrix}}.}
Bei ungerader Permutation von Reihen oder Spalten wird mit dem Phasenfaktor {\displaystyle (-1)^{S}} multipliziert, mit {\displaystyle S=\sum _{i=1}^{9}j_{i}}. Beispiel:
{\displaystyle {\begin{Bmatrix}j_{1}&j_{2}&j_{3}\\j_{4}&j_{5}&j_{6}\\j_{7}&j_{8}&j_{9}\end{Bmatrix}}=(-1)^{S}{\begin{Bmatrix}j_{4}&j_{5}&j_{6}\\j_{1}&j_{2}&j_{3}\\j_{7}&j_{8}&j_{9}\end{Bmatrix}}=(-1)^{S}{\begin{Bmatrix}j_{2}&j_{1}&j_{3}\\j_{5}&j_{4}&j_{6}\\j_{8}&j_{7}&j_{9}\end{Bmatrix}}.}

## Zurückführung auf 6j-Symbole
Die 9j-Symbole lassen sich als Summen über Produkte von drei 6j-Symbolen ausdrücken:
{\displaystyle {\begin{Bmatrix}j_{1}&j_{2}&j_{3}\\j_{4}&j_{5}&j_{6}\\j_{7}&j_{8}&j_{9}\end{Bmatrix}}=\sum _{x}(-1)^{2x}(2x+1){\begin{Bmatrix}j_{1}&j_{4}&j_{7}\\j_{8}&j_{9}&x\end{Bmatrix}}{\begin{Bmatrix}j_{2}&j_{5}&j_{8}\\j_{4}&x&j_{6}\end{Bmatrix}}{\begin{Bmatrix}j_{3}&j_{6}&j_{9}\\x&j_{1}&j_{2}\end{Bmatrix}}}.
Dabei wird über alle {\displaystyle x} summiert, bei denen für die Faktoren die Dreiecksbedingung erfüllt ist (siehe 3j-Symbol oder 6j-Symbol).

## Spezialfall
Ein Spezialfall ist, falls das 9j-Symbol proportional einem 6j-Symbol ist:
{\displaystyle {\begin{Bmatrix}j_{1}&j_{2}&j_{3}\\j_{4}&j_{5}&j_{6}\\j_{7}&j_{8}&0\end{Bmatrix}}={\frac {\delta _{j_{3},j_{6}}\delta _{j_{7},j_{8}}}{\sqrt {(2j_{3}+1)(2j_{7}+1)}}}(-1)^{j_{2}+j_{3}+j_{4}+j_{7}}{\begin{Bmatrix}j_{1}&j_{2}&j_{3}\\j_{5}&j_{4}&j_{7}\end{Bmatrix}}.}

## Orthogonalitätsrelation
Die 9j-Symbole erfüllen die Orthogonalitätsrelation:
{\displaystyle \sum _{j_{7}j_{8}}(2j_{7}+1)(2j_{8}+1){\begin{Bmatrix}j_{1}&j_{2}&j_{3}\\j_{4}&j_{5}&j_{6}\\j_{7}&j_{8}&j_{9}\end{Bmatrix}}{\begin{Bmatrix}j_{1}&j_{2}&j_{3}'\\j_{4}&j_{5}&j_{6}'\\j_{7}&j_{8}&j_{9}\end{Bmatrix}}={\frac {\delta _{j_{3}j_{3}'}\delta _{j_{6}j_{6}'}{\begin{Bmatrix}j_{1}&j_{2}&j_{3}\end{Bmatrix}}{\begin{Bmatrix}j_{4}&j_{5}&j_{6}\end{Bmatrix}}{\begin{Bmatrix}j_{3}&j_{6}&j_{9}\end{Bmatrix}}}{(2j_{3}+1)(2j_{6}+1)}}.}
Das trianguläre Delta {\displaystyle {\begin{Bmatrix}j_{1}&j_{2}&j_{3}\end{Bmatrix}}} ist wie bei 3j-Symbol definiert und drückt die Einhaltung der Dreiecksbedingung aus.